# Abderrahmane Hamza
Abderrahmane Mehdi Hamza (Arabisch: عبد الرحمن حمزة) (19 februari 1992) is een Algerijns wielrenner die anno 2018 rijdt voor Sovac-Natura4Ever.
Hamza begon zijn wielercarrière bij Vélo Club Sovac Algérie. Hij won in zijn loopbaan onder andere het Arabisch kampioenschap ploegentijdrijden.

## Overwinningen
2012
 Arabisch kampioenschap ploegentijdrijden, Elite
2016
3e etappe Ronde van Senegal
2018
1e etappe Ronde van Algerije

## Resultaten in voornaamste wedstrijden
|      | \| Jaar \| \| WK op de weg \| \| ---- \| \| ------------ \| \| 2016 \| \| opgave \| |              |
| Jaar |                                                                                     | WK op de weg |
| 2016 |                                                                                     | opgave       |

## Ploegen
- 2012 –  Vélo Club Sovac Algérie
- 2013 –  Vélo Club Sovac
- 2014 –  Vélo Club Sovac
- 2015 –  Vélo Club Sovac (tot 30-6)
- 2015 –  Groupement Sportif des Pétroliers Algérie (vanaf 1-7)
- 2018 –  Sovac-Natura4Ever

Amari · Barbari · Bourezza · Chaabane · Chabaane · Dahmane · Hadjbouzit · F.Hamza · M.K.Hamza · A.Hamza · Merdj · Saada
Barbari · Baz · Ben Nasser · Benrais · Bettira · Chaabane · Chabaane · Dahmane · Droueche · Hadjbouzit · A.Hamza · F.Hamza · Lahsaini · Merdj
Amari · Barbari · Baz · Benoua · Benrais · Bouzidi · Dahmane · S.A.Fellah · A.Fellah · Hadjbouzit · F.Hamza · A.Hamza · Mansouri · Merdj · Saada
Belmokhtar · Bille · Bouzidi · Deguide · Deriaux · Évrard · Geuens · Hamza · Karrar · Legley · H. Mansouri · I. Mansouri · Mokhtari · Rebellin · Reguigui · Stenuit · Zamparella